# Gespitzter Riegel
Gespitzter Riegel är ett berg i Österrike.   Det ligger i distriktet Wiener Neustadt-Land och förbundslandet Niederösterreich, i den östra delen av landet, 50 km söder om huvudstaden Wien. Toppen på Gespitzter Riegel är 503 meter över havet.
Terrängen runt Gespitzter Riegel är kuperad åt sydost, men åt nordväst är den platt. Runt Gespitzter Riegel är det ganska tätbefolkat, med 160 invånare per kvadratkilometer.. Närmaste större samhälle är Wiener Neustadt, 6,1 km norr om Gespitzter Riegel. 
I omgivningarna runt Gespitzter Riegel växer i huvudsak blandskog.